# Samuel Masury

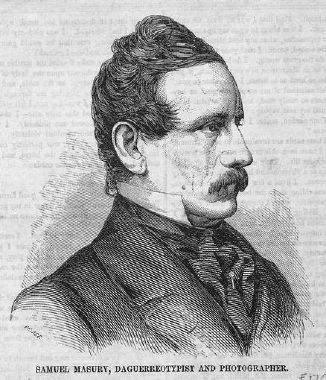
Samuel Masury, kterého portrétoval Winslow Homer, 1859

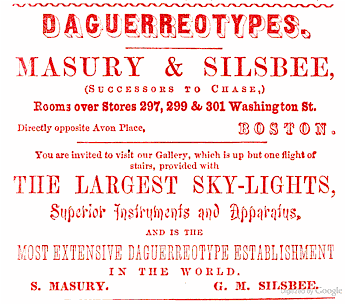
Reklama Masury & Silsbee z roku 1853

Samuel Masury (asi 1818–1874) byl americký fotograf působící v 19. století v Bostonu ve státu Massachusetts.

## Životopis
Masury vystudoval umění fotografie u daguerrotypisty Johna Plumba v Bostonu asi v roce 1842.
V letech 1853-1855 měl společně s G. M. Silsbeem společnost s názvem "Masury & Silsbee" a vyráběli daguerrotypie na Washington Street v Bostonu. Masury & Silsbee nebyli v tomto podnikání sami: dalšími prominentními daguerrotypisty byli například Southworth & Hawes a také John Adams Whipple. Whipple a Southworth & Hawes byli v Bostonu největší, avšak po roce 1853 je zastínila fotografická studia Mathewa Bradyho a M. M. Lawrence v New Yorku.
Masury "v roce 1855 odcestoval do Paříže, aby se naučil negativní proces na skleněné negativy od bratří Bissonových, jejichž krajinářské a architektonické snímky začaly prožívat mezinárodní slávu."
Od roku 1858 Masury provozoval své vlastní studio v Bostonu na Washington Street.
Svá díla prezentoval v roce 1860 na výstavě Massachusetts Charitable Mechanic Association.

## Galerie

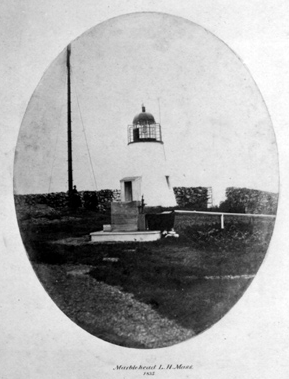
Marblehead Lighthouse, albuminový tisk, 1835
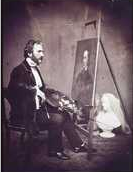
"Pope" by Masury & Silsbee, 1854
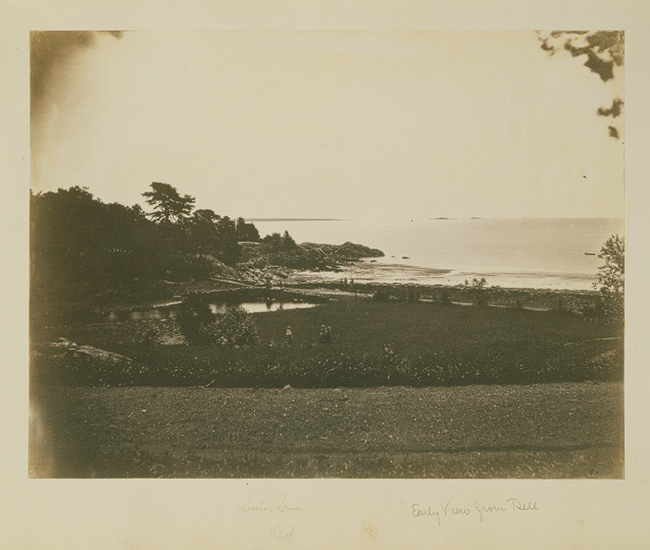
Dell, 1859, albuminový tisk na slaném papíru (26 x 34.6 cm)
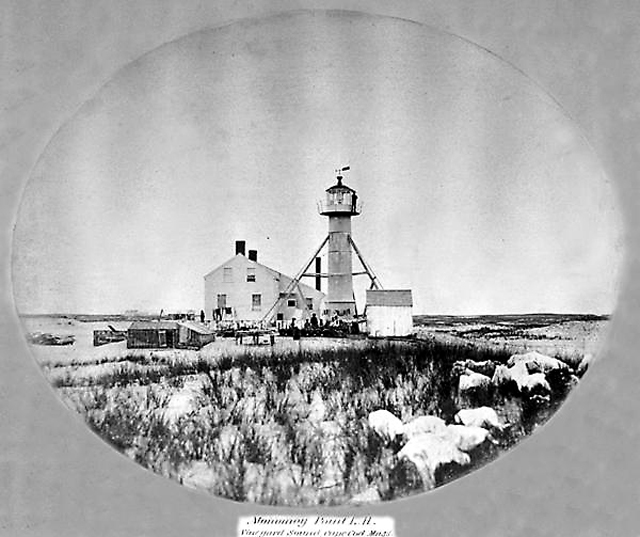
Monomoy Lighthouse, Vineyard Sound, MA, asi 1865